# ماته باتورینا
ماته باتورینا (کرواتی: Mate Baturina؛ زادهٔ ۱ اوت ۱۹۷۳) بازیکن فوتبال اهل کرواسی بود.
از باشگاه‌هایی که در آن بازی کرده‌است می‌توان به باشگاه فوتبال گراس‌هاپر زوریخ، باشگاه فوتبال بنی یهودا تل آویو، باشگاه فوتبال زاگرب، و باشگاه فوتبال هایدوک اسپلیت اشاره کرد.
وی همچنین در تیم‌های ملی فوتبال زیر ۲۱ سال کرواسی و کرواسی بازی کرده‌است.